# 왕피군
왕피군(王罷軍, ? ~ ?)은 전한 후기의 관료이다.

## 행적
건시 원년(기원전 32년), 위위에 임명되었다.

## 출전
- 반고, 《한서》 권19하 백관공경표 下

| 전임 왕봉 | 전한의 위위 기원전 32년 ~ 기원전 28년? | 후임 왕현 |